# 奥特威角灯塔
奥特威角灯塔（英语：Cape Otway Lighthouse），是位于澳大利亚维多利亚州南部奥特威角的一座灯塔。它是维多利亚州最古老的灯塔，目前仍在使用。冬春二季，灯塔是陆上观鲸的有利位置，因为正在迁徙中的鲸鱼会靠岸游过。
政府保留了海角的尖端作为灯塔的地点。到达灯塔很困难，最終只能穿越內陸到達該址，并于1846年开始用从帕克河开采的石头建造灯塔。
该灯塔所用灯具于1848年首次用一阶菲涅耳透镜点亮；它是澳大利亚大陆上建成的第二座灯塔，也是澳大利亚大陆现存最古老的灯塔。该灯塔的灯具是澳大利亚大陆连续运行时间最长的灯具，于1994年1月退役。阿波罗湾的看守人小屋提供两间双人单间或看守人主管小屋的住宿，可容纳2至16人不等的团体。1859年，当澳大利亚政府将塔斯马尼亚通过海底电报线经由奥特威角与澳大利亚大陆连接起来时，这里又增加了一个电报站。
奥特威角海岸有八艘船失事。其中包括Marie(1851)、Sacramento(1853)、Schomberg (1855)、Loch Ard(1878)、Joseph H. Scammell（1891年5月）、Fiji（1891年9月）和1932年的Casino。在二战时，英国舰艇SS Cambridge在威尔逊岬角附近沉没后不到一天的时间内，SS City of Rayville也于1940年在海角附近被德国水雷击沉，1942年，美国人在海角建造了雷达，现已向公众开放。
该灯塔所用灯具是澳大利亚大陆连续运行时间最长的灯具，于1994年1月退役。它已被低功率太阳能灯取代，其焦平面位于海拔73m。其发光特性是每18秒闪烁3次白灯。
灯塔底部有一块牌匾，纪念最神秘的UFO目击事件之一，即1978年10月21日[弗雷德里克·瓦伦蒂奇的失踪，他与奥特威角灯塔进行了最后一次无线电联系。

在灯塔上眺望海景，摄于2023年10月